# Neurocolpus brevicornis
Neurocolpus brevicornis är en insektsart som beskrevs av Henry 1984. Neurocolpus brevicornis ingår i släktet Neurocolpus och familjen ängsskinnbaggar. Inga underarter finns listade i Catalogue of Life.